# Анбон
Анбон (фр. Hennebont) је насељено место у Француској у региону Бретања, у департману Морбијан.
По подацима из 2011. године у општини је живело 15.456 становника, а густина насељености је износила 832,31 становника/km².

## Демографија
| 1962.  | 1968.  | 1975.  | 1982.  | 1990.  | 2011.  |
| ------ | ------ | ------ | ------ | ------ | ------ |
| 11.690 | 11.799 | 12.273 | 12.963 | 13.624 | 15.456 |